# Vårsvämmygga
Vårsvämmygga, Aedes sticticus är en tvåvingeart som först beskrevs av Johann Wilhelm Meigen 1835.  Aedes sticticus ingår i släktet Aedes och familjen stickmyggor.
Artens utbredningsområde är Tyskland. Arten är reproducerande i Sverige. Inga underarter finns listade i Catalogue of Life.
Arten är en stickmygga, som ibland i översvämningsområden kan bli mycket allmän.[källa behövs] Det är känt att den sticker människor.[källa behövs] Det är endast honorna som suger blod.[källa behövs]

## Utbredning
Ochlerotatus sticticus förekommer fläckvis inom ett stort utbredningsområde i de tempererade delarna av Europa, Asien och Nordamerika.[källa behövs]